# قضب رفيع الساق
قضب رفيع الساق (الاسم العلمي:Cadaba stenopoda) هو نوع من النباتات يتبع جنس القضب من الفصيلة القبارية.